# Tea for the Tillerman
Tea for the Tillerman (1970) är Cat Stevens fjärde album. Det blev hans genombrott och innehåller klassiker som Wild World och Father and Son. År 2020 släppte Cat Stevens/Yusuf Tea for the Tillerman 2, som är en nyinspelning med nya versioner av alla låtar från originalet.

## Låtlista
Alla låtar är skrivna och komponerade av Cat Stevens. 
| Nr           | Titel                      | Längd |
| ------------ | -------------------------- | ----- |
| 1.           | Where do the Children Play | 3:48  |
| 2.           | Hard-Headed Woman          | 3:42  |
| 3.           | Wild World                 | 3:15  |
| 4.           | Sad Lisa                   | 3:39  |
| 5.           | Miles From Nowhere         | 3:30  |
| 6.           | But I Might Die Tonight    | 1:51  |
| 7.           | Longer Boats               | 3:07  |
| 8.           | Into White                 | 3:23  |
| 9.           | On The Road to Find Out    | 5:07  |
| 10.          | Father and Son             | 3:36  |
| 11.          | Tea for the Tillerman      | 1:00  |
| Total längd: | Total längd:               | 35:58 |